# Moero (Schiff)
Die Moero war ein belgisches Frachtschiff, das im Zweiten Weltkrieg in deutsche Hand fiel und dann von der Kriegsmarine als Transportschiff eingesetzt wurde. Es sank am 22. September 1944 nach einem sowjetischen Fliegerangriff in der Ostsee.

## Bau und technische Daten
Das Motorschiff lief am 15. März 1937 bei der Flensburger Schiffsbau-Gesellschaft in Flensburg mit der Baunummer 435 vom Stapel. Es war 1936 von der United Africa Company, einer Tochterfirma von Lever Brothers bzw. Unilever, bestellt, aber noch auf der Helling an die Compagnie Maritime Belge in Antwerpen verkauft worden. Es wurde benannt nach dem Mwerusee bzw. Lac Moero auf der heutigen Grenze zwischen der Demokratischen Republik Kongo und Sambia. Das Schiff war 137 m lang und 17,07 m breit, hatte 7,62 m Tiefgang und war mit 6111 BRT vermessen. Ein Fünf-Zylinder-Zweitakt-Schiffsdiesel von MAN mit einer nominalen Pferdestärke von 972 PS ermöglichte über eine Schraube eine Marschgeschwindigkeit von 13,5 Knoten.

## Schicksal

### Belgisches Frachtschiff
Die Moero (Rufzeichen OPLD) wurde am 12. Juni 1937 an die Reederei abgeliefert und verkehrte dann zwischen Belgien und der damaligen Kolonie Belgisch-Kongo. Beim Beginn des deutschen Angriffs auf die Niederlande, Belgien und Luxemburg am 10. Mai 1940 war sie mit einer Ladung Stückgut und 200 Tonnen Palmöl auf dem Heimweg von Matadi über Lissabon nach Antwerpen. Um nicht in deutsche Hand zu fallen, wurde sie am 15. Juni nach Bordeaux beordert, wo sie am 21. Juni eintraf und die Stückgutladung löschte. Als die deutsche Wehrmacht am 1. Juli 1940 Bordeaux besetzte, wurde das Schiff zunächst mit Auslaufverbot belegt, dann am 4. August von der Kriegsmarine beschlagnahmt und am 7. August nach Saint-Nazaire beordert und dem  dortigen Seekommandanten als Transporter zugewiesen. Die restliche Ladung wurde gelöscht und es begann der Umbau des Schiffsinneren zum Transporter für Truppen, Pferde und Kraftfahrzeuge. Am 22. August wurde das Schiff zur Prise erklärt und am 30. August als Transporter für 330 Soldaten, 28 Offiziere, 24 LKW, 15 Kräder und 60 Pferde in der „Dampfergruppe Saint Nazaire“ in Dienst gestellt. Die belgische Besatzung wurde am Folgetag nach Belgien entlassen.

### Hilfsschiff der Kriegsmarine
Die Kriegsmarine designierte das Schiff im September, in Vorbereitung auf die geplante Invasion Englands (Unternehmen Seelöwe), als Transportschiff H16 und wies ihm als Einsatzhafen Le Havre zu. Als dieses Unternehmen im Spätherbst 1940 stillschweigend verschoben, bzw. aufgegeben wurde, blieb die Moero zunächst als Landungs-Übungsschiff in Le Havre stationiert. Am 10. April 1941 wurde sie im Seeschiffsregister in Hamburg für das Oberkommando der Marine bzw. die Kriegsmarinedienststelle (KMD) Hamburg eingetragen und am folgenden Tag, mit neuem Rufzeichen DKFK, der Hamburger Reederei Leonhardt & Blumberg bis zum 31. Juli als Betreiber übergeben. In dieser Zeit diente das Schiff weiterhin der Kriegsmarine, auch zur Versorgung deutscher Truppen und Stützpunkte im besetzten Norwegen. So brachte es z. B. am 16. Juni 1941 insgesamt 743 Soldaten, 85 Pferde und 57 Fahrzeuge von Aalborg nach Oslo. Am 17. August 1941 wurde die Moero im Ärmelkanal vor Le Touquet durch Luftangriff britischer Flieger beschädigt. Sie wurde daraufhin am 31. August letztmals als Übungsschiff in Le Havre gemeldet und ging dann zur Reparatur in die Werft.
Am 23. Februar 1942 ordnete der Reichskommissar beim Prisenhof Hamburg die Einstellung der Zahlungen an die belgische Reederei an, da die Moero bei ihrer Aufbringung Banngut transportiert habe. Für die Zeit vom 4. August 1940 bis zum 31. Januar 1942 waren durch die Kriegsmarinedienststelle Rotterdam 231.2310,15 RM als Vergütung für die Nutzung des Schiffs gezahlt worden. Die daraufhin erfolgten Verhandlungen des deutschen Treuhänders der Compagnie Maritime Belge mit dem Prisenhof endeten erfolglos am 9. März, und das Schiff wurde am 16. März an die KMD Hamburg zum Einsatz als Truppentransporter und von der KMD erneut an Leonhardt & Blumberg zur Bereederung übergeben. Es folgte sein Einsatz als Truppentransporter für die KMD Kopenhagen, die den Transport von Nachschub und Truppen nach Norwegen organisierte. 1943 erfolgten auch Versorgungsfahrten nach Finnland und ins Baltikum, wobei die Moero einsatzmäßig der KMD Stettin unterstellt war. Dabei geriet sie am 18. März 1943 bei der Schäre Utterklinten, 4 Seemeilen westlich vor Hanko in Südfinnland, auf felsigen Grund und musste zur Notreparatur nach Helsinki geschleppt werden; die Endreparatur in Stettin begann am 23. März. Ab Februar 1944 und bis Mitte Juli 1944 pendelte die Moero wieder zwischen dänischen und norwegischen Häfen, um Truppen, Fahrzeuge und sonstigen Nachschub nach Norwegen zu bringen.

### Untergang
Ab dem 3. August 1944 war das Schiff dann erneut im Seebereich Baltikum eingesetzt. Beim Unternehmen Aster, dem Rückzug der deutschen Heeresgruppe Nord aus Estland, nahm die Moero in der Nacht vom 21. zum 22. September 1944 in Reval rund 700 Verwundete und offiziell 573, inoffiziell vermutlich nahezu 3000 vor allem estnische Zivilflüchtlinge an Bord und lief am frühen Morgen des 22., dem Tag, an dem die ersten sowjetischen Truppen in Reval eintrafen, mit dem letzten den Hafen verlassenden Geleitzug nach Westen aus. Mit dabei waren der Transporter Lappland, das Schnellbootbegleitschiff Hermann von Wißmann, das alte Torpedoboot T 139 (ex S 139, ex Torpedofangboot Pfeil) und das Transportschiff RO-22 (ex Westplein). Gegen 11:00 Uhr früh wurde der Konvoi rund 26 Seemeilen südwestlich von Windau von sowjetischen Bombenflugzeugen des Typs Douglas A-20 angegriffen. Die Moero wurde von einem Lufttorpedo oder einer Bombe getroffen und sank nach etwa 55 Minuten etwa auf Position 57° 26′ N, 20° 18′ O. Die Lappland, die Hermann von Wißmann, das Torpedoboot und ein Minensuchboot konnten insgesamt nur 618 Überlebende retten, aber mindestens 655 und wahrscheinlich eher um die 3000 Menschen kamen ums Leben. Unter den Opfern war auch der einflussreiche Architekt Eugen Habermann, der u. a. das Gebäude des estnischen Parlaments (Riigikogu) gestaltet hatte. Der Untergang der Moero war der erste verlustreiche Untergang eines deutschen Flüchtlingstransporters in der Ostsee. Ob das Schiff tatsächlich, wie mancherorts behauptet, als Lazarettschiff gekennzeichnet war, ist jedoch sehr fraglich.
Die RO 22 wurde ebenfalls von einem Torpedo getroffen, konnte aber mit mehr als 100 Toten und ebenso vielen Verwundeten nach Gotenhafen laufen.

## Denkmal

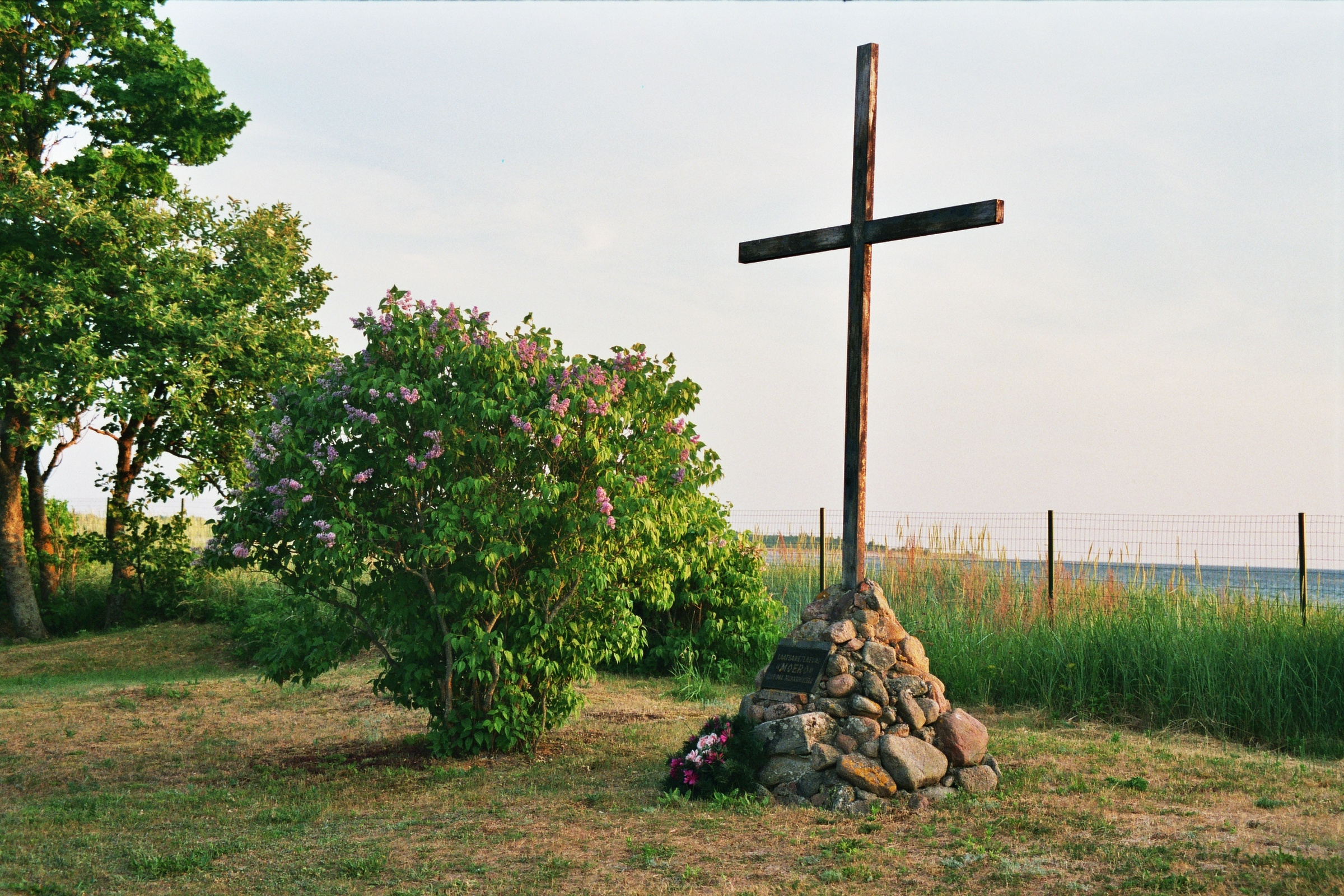
Moero-Gedenkkreuz auf dem Friedhof in Jämaja

Im Süden der estnischen Insel Saaremaa erinnert ein auf dem Friedhof von Jämaja an der Westküste der Halbinsel Sõrve (Sworbe) am Ufer errichtetes Gedenkkreuz an die Opfer des Moero-Untergangs.